# بیلی دیل (بازیکن فوتبال)
بیلی دیل (انگلیسی: Billy Dale; ۲۶ اکتبر ۱۹۲۵ – ۲۶ نوامبر ۲۰۱۱) بازیکن فوتبال اهل بریتانیا بود.
از باشگاه‌هایی که در آن بازی کرده‌است می‌توان به باشگاه فوتبال کرو آلکساندرا، باشگاه فوتبال ساوتپورت، باشگاه فوتبال اسکانتورپ یونایتد، و باشگاه فوتبال چلتنهام تاون اشاره کرد.